# Kristína Svarinská
Kristína Svarinská (ur. 14 maja 1989 w Bratysławie) – słowacka aktorka. Zagrała główną rolę w filmie Lóve (2011).

## Filmografia (wybór)
- Panelák (serial telewizyjny, 2008)
- Lóve (2011)
- Colette (2013)
- 10 pravidel jak sbalit holku (2014)
- V tichu (2014)
- Sedmero krkavců (2015)
- Rex (serial telewizyjny, 2017)
- Sestričky (serial telewizyjny, 2018)
- Teroristka (2019)
- Srdce na dlani (2022)
- Střídavka (2022)
- Volha (serial telewizyjny, 2023)